# کتاب (شهر)
کتاب (به ازبکی: Китоб) شهری در ولایت کشک‌دریا کشور ازبکستان است که در سرشماری سال ۲۰۱۰ میلادی، ۴۳٬۹۶۱ نفر جمعیت داشته است. باشندگان این شهر بیشتر تاجیک‌ها هستند و اقلیتی از ازبک‌ها و روس‌ها نیز در این شهر زیست می‌کنند. 